# Cornulariidae
Cornulariidae é uma família de corais da ordem Scleralcyonacea. Inclui apenas o gênero Cornularia.